# Рапопорт, Яков Давыдович
Я́ков Давы́дович Рапопо́рт  (12 октября 1898, Рига — 1 июля 1962, Москва) — деятель ВЧК — ОГПУ — НКВД — МГБ, генерал-майор. Один из организатор строительства стратегических объектов инфраструктуры, гидроэнергетики и атомной промышленности СССР в 1930—1950-е годы, заместитель начальника ГУЛАГ ОГПУ-НКВД (1930—1939). После Великой Отечественной войны руководил несколькими большими стройками в Сибири.

## Биография

### Ранние годы
Яков (Израиль-Яков) Давыдович Рапопорт родился в 1898 году в Риге в еврейской семье служащего Давида Хаимовича Рапопорта (из Двинска) и Миндель Сролевны Кацнельсон.Позже переехал с семьёй в Воронеж, где в 1916 году закончил 4 класса реального училища. В январе 1917 года вступил в коммунистическую партию и поступил на медицинское (по другим данным физико-математическое) отделение эвакуированного в Воронеж Юрьевского университета (окончил три курса).

### В ЧК
С августа 1918 года Рапопорт работает в ЧК Воронежской губернии. В 1919 году занимает пост заместителя председателя Воронежской губернской ЧК.
В декабре 1919 года переходит в Красную армию в качестве заместителя председателя Воронежского губернского Революционного трибунала и заместителя председателя Воронежского губернского комитета по борьбе с дезертирством. В 1921 году возвращается в Воронежскую ЧК в качестве уполномоченного по политическим партиям и начальника административно-организационного отдела Воронежской губернской ЧК.
С 1922 по 1924 год Рапопорт работает на хозяйственной работе в товариществе «Ларёк» и в наркомате земледелия РСФСР. В мае 1924 года становится особоуполномоченным одного из отделений ОГПУ СССР. С 1926 года он начальник 4 отделения экономического управления (ЭКУ) ОГПУ СССР, а с 16 июля 1930 года — помощник начальника управления лагерей ОГПУ СССР. С 9 июня 1932 года по ноябрь 1932 года — заместитель начальника ГУЛАГа.

### Организатор строительства гидросооружений
С ноября 1932 года занимал должности заместителя начальника строительства Беломорстроя (ноябрь 1932 — август 1933), начальника Беломорско-Балтийского комбината (август 1933 — сентябрь 1935), начальника строительства Рыбинского и Угличского гидроузлов (Волгострой, 1935—1940).
13 сентября 1940 г. во исполнение Постановления СНК СССР от 11 сентября 1940 года был подписан приказ НКВД СССР № 001159 «Об организации Главного управления лагерей гидротехнического строительства НКВД СССР», которое фактически наследовало деятельность расформовываемого таким образом гидротехнического отдела ГУЛаг. Во главе этого главка встал Я. Д. Рапопорт, передав свои полномочия на Волгострое В. Д. Журину.
С 1940 года до лета 1941 года Рапопорт возглавляет Главгидрострой НКВД СССР, который в этот период вёл подготовительные и основные работы по строительству 9 ГЭС общей мощностью 262,2 тыс. кВт со средней годовой выработкой 1440 млн кВтч, не считая строившейся в составе сооружений Волго-Балтийского водного пути Верхне-Шекснинской ГЭС.  Одновременно проектировались 8 ГЭС общей мощностью 736 тыс. кВт, со средней годовой отдачей 2854 млн кВтч.

### Для обороны страны
С началом Великой Отечественной войны Рапопорта назначают заместителем начальника Главоборонстроя НКВД СССР и командармом 3-й сапёрной армии. В 1941—1942 годах он руководит сооружением различных оборонительных сооружений на Западном фронте.
В 1940—1953 годы Рапопорт возглавлял различные управления по строительству в системе НКВД, в том числе строительство Нижнетагильского и Челябинского металлургических заводов, Волгодонского канала. С 1942 по 17 апреля 1943 начальник «Тагилстроя» и Управления Тагильского ИТЛ НКВД, которому в ноябре 1941 г. было поручено построить вторую «сверхлимитную» очередь Ново-Тагильского металлургического и коксохимического заводов и объекты рудничного хозяйства для выпуска продукции для фронта.
Рапопорта обвиняли в том, что за время его руководства Тагиллагом «там только за 1942 год из 24 025 человек умерло 10 630 заключённых, то есть 44,2 %». Эти данные не соответствуют действительности: в 1942—1945 годах через этот ИТЛ прошло 95 765 заключённых и 7 249 трудмобилизованных немцев, всего 103 014 чел. Умерло в этот период 630 трудармейцев (9,7 % от общего числа за 4 года), 19 101 заключённый (20 %), демобилизовано по инвалидности 8,4 %, демобилизовано без указания причин 3 %, арестовано 5,1 %, отсутствуют данные на 9,1 %. Эти данные практически не отличаются от данных по другим соседним ИТЛ (Богословлаг и БМК-ЧМС), а в целом процент смертности за 1941—1946 гг. для заключенных составляет 5,15 %, трудмобилизованных — 17,3 %. «Более высокий процент смертности трудармейцев здесь объясняется тем, что в самый тяжелый период существования ИТЛ заключённых в нем было значительно меньше, чем трудмобилизованных», — указывает исследователь В. М. Кириллов. Кроме того, стройка начиналась на пустом месте, и в условиях войны снабжение рабочих как одеждой, так и продуктами питания оставляло желать лучшего.
22 февраля 1943 года Рапопорту было присвоено звание генерал-майора инженерно-технической службы. С апреля 1943-го по апрель 1944-го он — первый заместитель Главпромстроя НКВД СССР.
C 29 апреля 1944 года начальник Управления ИТЛ Челябметаллургстроя НКВД-МВД (одновременно начальник Челяблага). Челябметаллургстрой стал донорской организацией для строительства Закавказского металлургического комбината в г.Рустави, с перебазированием в Грузию части коллектива строителей и монтажников, оборудования и транспорта из Челябинска, где к тому времени возведение аналогичного завода завершалось. В  сжатые сроки был разработан план технически грамотной и экономически целесообразной организации подготовительных работ для начала строительства, были подобраны руководящие и инженерно-технические работники как для управления строительством, так и для его  предприятий и хозяйств, был сформирован костяк будущего многотысячного рабочего коллектива завода.
Челябметаллургстрой отобрал, отремонтировал и отгрузил в Грузию транспортную и строительную технику, большую часть производственного оборудования для создания стройбазы, инструменты, вспомогательные материалы и хозинвентарь.
На объекте должны были работать две тысячи строителей и монтажников.
В Челябинске заблаговременно были спроектированы здания стройбазы, складов и временное жильё с бытовыми секторами. Согласно проектам Челябметаллургстрой изготовил  металлоконструкции, столярную продукцию и другие детали. Была изготовлена универсальная сборно-разборная опалубка для отливки железобетонных колонн на месте, ввиду дороговизны перевозки таких длинномерных конструкций из Челябинска. Ремонтно-механический цех Закавказского металлургического завода и центральный бетонный завод были целиком изготовлены в Челябинске и собраны в Рустави.
Всё необходимое для строительства было изготовлено и отгружено из Челябинска в Рустави, на что потребовалось 85 железнодорожных эшелонов, отправленных в условиях военного времени.
С именем Я. Д. Рапопорта связаны строительство коксовых батарей № 1 и 2 коксохимического производства ЧМЗ, цеха связи, типографии (1944), газового цеха (1945), термического цеха (1946); пионерского лагеря «Уральская березка» в поселке Каштак (1944), трамвайной линии «ЧМЗ — кислородный завод», первых в Челябинске жилых домов с центральным отоплением (1946), первого типового детского сада на 125 мест по ул. Мира. Парка культуры металлургов, Дворца культуры металлургов (1947) в Металлургическом районе Челябинска, Катав-Ивановского цементного завода.
В должности начальника Челябметаллургстроя (1944—1947) Яков Давыдович возглавлял строительство (с лета 1945) плутониевого комбината «Маяк» — первого предприятия советского атомного проекта.

### В атомном проекте
24 ноября 1945 года изыскатели забили первый колышек на месте расположения будущего плутониевого реактора, а 1 декабря 1945 года постановлением СНК СССР место строительства было утверждено, с присвоением объекту номера 817 (Комбинат № 817, База № 10). 24 апреля 1946 года секция №1 Научно-технического совета Первого Главного Управления при Совете Министров СССР приняла генплан, а в августе 1946 года утвердила принципиальный проект вертикального реактора.
С 11 октября 1946 по 12 июля 1947 года начальник Управления Строительства № 859 и ИТЛ МВД (город Кыштым). На этой стройке он работал вместе с такими специалистами, как В. А. Сапрыкин, Д. К. Семичастный и др. Работами руководили Л. П. Берия, И. В. Курчатов, А. Н. Комаровский, С. Н. Круглов.

Снят с должности Л. П. Берией, как не успевающий запустить завод № 817 (будущий комбинат «Маяк») по заданию Сталина к 7 ноября 1947.

### Возвращение в гидростроительство
С ноября 1947 по ноябрь 1949 — начальник Главгидростроя МВД СССР. В 1949—1952 годах Начальник Главгидроволгобалтстроя и начальник Управления Волго-Балтийского ИТЛ МВД.
В 1953—1956 годах — начальник Главречстроя Министерства строительства СССР, с 1956 года, после увольнения в запас — заместитель директора института «Гидропроект».

## Награды
- Четыре ордена Ленина[15]
  - 4 августа 1933 года за организацию строительства Беломорско-Балтийского канала[16].
  - 1937 год за организацию строительства канала Москва-Волга[17].
  - 21 февраля 1942 года «За образцовое выполнение заданий правительства по строительству укрепленных рубежей»[18].
  - октябрь 1952 года за организацию строительства Волго-Донского канала[19].
- Орден Красного Знамени (29 апреля 1943 года).
- Два знака «Почетный работник ВЧК—ГПУ» в 1929 и в 1932 году.

## Упоминание Солженицына
Рапопорт упоминается в произведении Александра Солженицынa «Архипелаг ГУЛАГ»:
Так впору было бы им выложить на откосах канала шесть фамилий — главных подручных у Сталина и Ягоды, главных надсмотрщиков Беломора, шестерых наёмных убийц, записав за каждым тысяч по тридцать жизней: Фирин — Берман — Френкель — Коган — Раппопорт — Жук.
Либеральный портал «Медуза» указывал, что на строительстве Беломорканала работало 115 тысяч заключённых, из которых от болезней и других причин умерло 12 300 человек (12 %), а не 50 тысяч и не 86 тысяч или даже 300 тысяч, о которых «говорят» анонимные «историки». По данным архивиста Александра Кокурина и историка Юрия Морукова, первые 600 заключенных для работы в изыскательских партиях на будущей трассе канала прибыли в июне 1930 г., к середине 1931 г. количество рабочих превысило 10 тыс. человек. Затем количество заключённых в Белбалтлаге росло с 64 400 на 1 января 1932 г. до 125 тыс. на 1 октября, а к лету 1933 г. оно начало снижаться (на 1 июля 1933 г. — 66 971 человек). За годы строительства смертность них была такова: в 1931 году умерло 1438 человек (2,24 % от среднегодовой численности), в 1932 г. 2010 человек (2,03 %), пик наблюдался в 1933 г.: 8870 заключённых (10,56 %), причиной чему были последствия голода в стране и ухудшение питания заключённых на фоне роста интенсивности пусковых работ в преддверии весеннего паводка.
Учитывая это, можно согласиться с авторами, которые считают тенденциозной характеризацию крупного организатора строительного производства, инженера и производственника Я. Д. Рапопорта как «наёмного убийцы».